# 萬民共同會
萬民共同會（朝鮮文：만민공동회）又稱官民共同會（朝鮮文：관민공동회）是朝鲜王朝末期的國民團體和民衆的政治大會，独立协会的外围组织。 创始人是徐載弼和尹致昊。 萬民共同會在韓國的變法自強和民衆的參政權運動的主催。

## 外部連結
- 독립신문과 만민공동회[] 
- 만민공동회 
- 1차 만민공동회(1898년 3월 10일) 